# Caños del Casco Medieval de Vitoria-Gasteiz
Los Caños del Casco Medieval de Vitoria-Gasteiz son unos espacios urbanos de origen medieval ubicados en Vitoria, España.

## Contexto
Cuando se construyeron las calles del casco histórico de Vitoria a mediados del siglo XII se trazaron también los caños. Cada calle se dividía en vecindades, de cantón a cantón había una vecindad. Los caños consistían en una calle interior paralela a dos calles.

## Historia

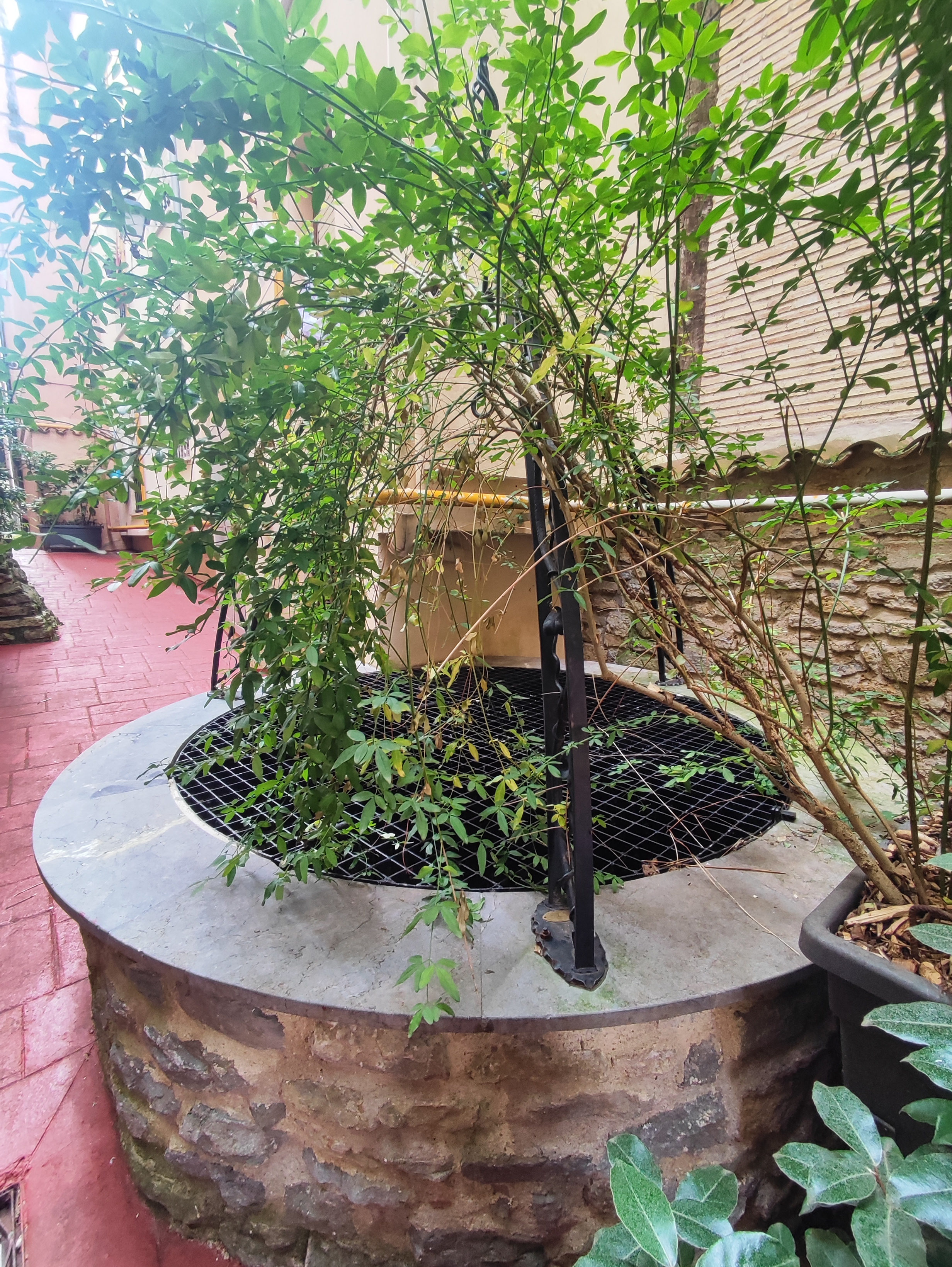
Caño del Pozo

Los caños servían para la higiene de sus habitantes ya que las letrinas estaban dentro de ellos. También había pozos que servían para la limpieza de las casas. El agua de los pozos existentes en los caños no era potable y se extraía para la higiene del hogar, ya que en las viviendas carecían de agua. Solamente se conserva un pozo, en el caño del pozo.Las casas desde el año 1200 a 1900 no tuvieron agua potable, ni instalaciones de agua residual o fecal.
Lo mismo que en los pueblos se hacía la limpieza de la vereda, los caños se limpiaban una vez al año por parte de la vecindad. El control de la limpieza se realizaba por parte de los mayorales, que juntaban a la vecindad para tal menester. Esta limpieza se tenía que realizar, ya que a veces en la cañada había trozos de tejas y piedras que se desprendían de tejados y fachadas. Los caños se empezaron a embocinar y los cantones se ensancharon a partir del último cólera que tuvo la ciudad en 1878. El último cantón que se conserva como era es el cantón de San Roque. Los demás se ensancharon y se embocinaron. Más tarde ya se pusieron váteres en las casas a comienzos de siglo. Entonces la función de los caños se empezó a abandonar y quedaron como un servicio de desagüe embocinado.

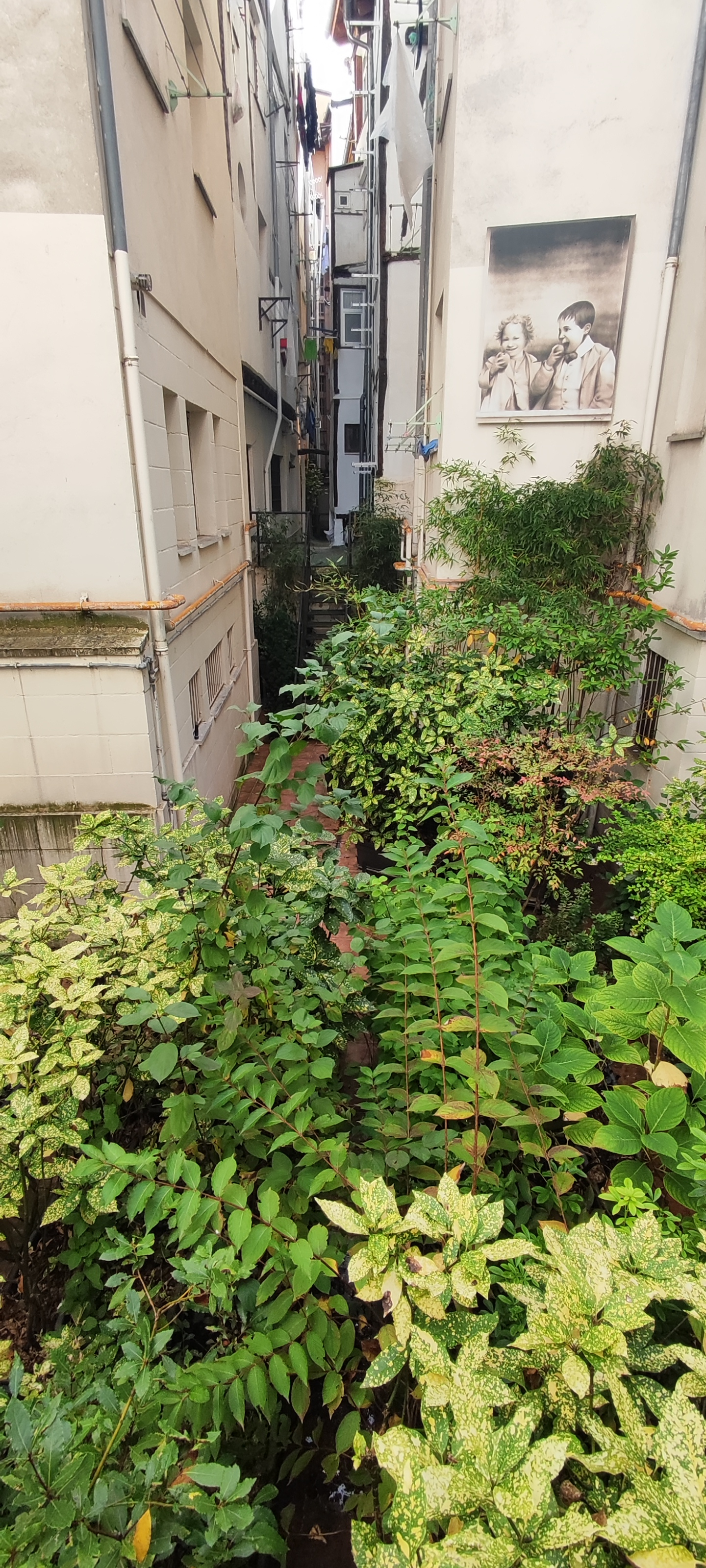
Caño de la Plazoleta

### Los caños en elsigloXX
Debido a que la suciedad llama a la suciedad, al igual que lo limpio a lo limpio, la gente empezó a tirar mucha porquería a los caños, lo cual dio pie a que toda la vecindad los despreciaran por lo desagradables que eran. Más tarde la limpieza se empezó a hacer cada mes, primero por CESPA y hoy día por FCC. Así, se empezaron a limpiar anualmente por el servicio de limpieza del Ayuntamiento, con unos carros que las personas mayores aún recuerdan. Los caños son esos grandes desconocidos de la ciudad y es muy fácil encontrar a personas de Vitoria- Gasteiz que desconocen de su existencia.

### Rehabilitación de los caños
En el año 2007, el grupo ecologista GAIA junto presentó un proyecto para embellecer y sanear los caños. Junto con el Centro de Estudios Ambientales pusieron en marcha un proyecto para renaturalizar los espacios públicos de los caños, que sirviera para satisfacción de la vecindad y para que la ciudadanía en general pueda conocerlos.
En 2022 quedaban nueve caños por rehabilitar y, según pasa el tiempo, necesitan con más urgencia su conservación. Muchos de estos son un almacén de trastos y porquería.
En marzo de 2025 el Ayuntamiento de Vitoria-Gasteiz anuncia que en el nuevo PERI de la ciudad incluirá la recuperación de los caños haciéndolos transitables en su totalidad. 

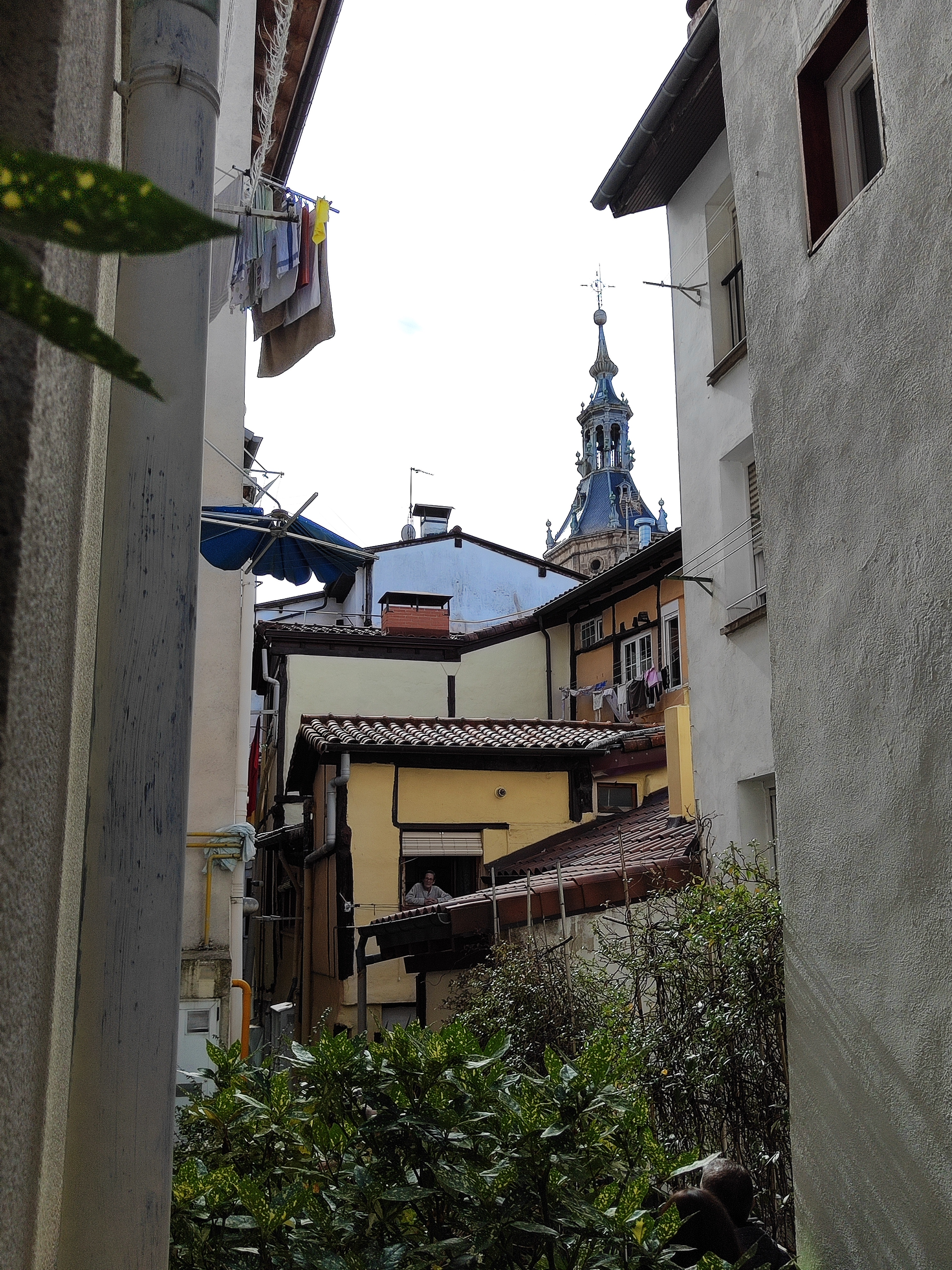
La Iglesia de San Pedro desde el Caño del Túnel

## Descripción
1. Caño de los Acebos: La familia Acebo poseía una carnicería en Cuchillería. En honor a su apellido plantó dos acebos. Gracias a ello hoy hay en el casco histórico de Vitoria-Gasteiz dos centenarios acebos.[10]
2. Caño del Pozo: Su nombre se debe al único pozo que se conserva en los caños.[2]
3. Caño de los Hospitales: Existieron dos dos hospitales en la zona, uno situado en el palacio de Eskoriaza Eskibel y el otro en el antiguo seminario viejo, esta circunstancia es la que da nombre al caño.[11]
4. Caño de los Rosales: El tipo de planta que lo caracteriza a este caño es el rosal, de ahí su nombre.[12]
5. Caño de los Tejos: Los dos tejos plantados en su interior son los que dan el nombre a este caño.[13]
6. Caño del Túnel: Su nombre se debe al túnel que está en la entrada por el Cantón de la Soledad. Este túnel se edificó para sostener el edificio que está encima de él.[14] <<<< En la web utilizada (anuskagraphic) viene la explicación de sus nombres hasta el 6. Del 7 al 10, no he encontrado esta explicación, solo dónde está ubicado)
7. Caño de la Plazoleta:  está situado en la plazoleta del Bodegón Gorbea, entre la calle Zapatería y Herrería.[15]
8. Caño de los Monaguillos: se divide en dos partes debido a un edificio que los separa. Tiene un acceso por el cantón de Santa maría y otro por la calle Correría. Se sitúa entre la calle Txikita y calle Santo Domingo.
9. Caño del Verdugo: este caño tiene varios tramos. El único que se ha rehabilitado es un pequeño tramo que se sitúa entre la calle Santo Domingo y la calle Barrancal.
10. Caño de San Miguel: Está situado junto al pórtico de la Iglesia de San Miguel en la calle Correría.